# Сосюритизація
Сосюритизація (англ. saussuritization, нім. Saussuritisation f) – процес заміщення плагіоклазу сосюритом. Особливо характерна для основних порід і супроводжується уралітизацією і хлоритизацією.